# نانسی چایلیان
نانسی چایلیان (ارمنی غربی: Նենսի Գրիգոր Չայլեան عربی: نانسي كريكور تشايليان؛ زادهٔ ۲۸ مهٔ ۱۹۹۱) بازیکن فوتبال ارمنی‌تبار اهل لبنان است.

## تیم ملی
وی همچنین در تیم‌های ملی فوتبال Lebanon women's national futsal team و زنان لبنان بازی کرده‌است.